# Milione

Rappresentazione delle potenze del 10 da 1 a 1 milione.

Il milione (1 000 000 o 106) è il numero naturale dopo il 999 999 e prima del 1 000 001. Nel Sistema internazionale di unità di misura, il prefisso per il milione è mega.
La lingua latina non si dotò mai, in epoca antica, di un nome dedicato a questa cifra, anche a motivo dell'inutilità pratica di termini per cifre così elevate. Fu tra il XIII e il XIV secolo che operatori di commercio toscani aggiunsero un suffisso accrescitivo alla parola «mille», in modo da significare «grande mille». Più in là, nel XVIII secolo, non si sa se in Francia o in Inghilterra, fu coniato il termine «bilione» (bi + (mi)lione). Di lì a poco, sempre in Francia (e a seguire in Italia), il termine «bilione» venne sostituito da «miliardo», sempre per suffissazione.
Attualmente (XXI secolo) per i numeri superiori a 1 milione vigono nel mondo due sistemi di denominazione distinti: scala lunga e scala corta.

## Proprietà matematiche
- È un numero pari.
- È un numero composto da 48 divisori: 1, 2, 4, 5, 8, 10, 16, 20, 25, 32, 40, 50, 64, 80, 100, 125, 160, 200, 250, 320, 400, 500, 625, 800, 1000, 1250, 1600, 2000, 2500, 3125, 4000, 5000, 6250, 8000, 10 000, 12 500, 15 625, 20 000, 25 000, 31 250, 40 000, 50 000, 62 500, 100 000, 125 000, 200 000, 250 000, 500 000, 1 000 000.
- Poiché la somma dei divisori (escluso il numero stesso) è 1 480 437 > 1 000 000, è un numero abbondante.
- È un numero di Harshad nel sistema numerico decimale.

## Convenzioni
- È il numero di abitanti che raggiunge o supera una metropoli. Una città con oltre 10 milioni di abitanti viene invece definita megalopoli.